# Celle di Bulgheria
Celle di Bulgheria est une commune italienne de la province de Salerne, dans la région Campanie.

## Administration
| Période                                  | Période   | Identité           | Étiquette     | Qualité |
| ---------------------------------------- | --------- | ------------------ | ------------- | ------- |
| juin 1999                                | juin 2004 | Gino Marotta       | Centre-gauche |         |
| juin 2004                                | En cours  | Cristoforo Cobucci |               |         |
| Les données manquantes sont à compléter. |           |                    |               |         |

### Hameaux
Poderia.

### Communes limitrophes
Camerota, Centola, Laurito, Montano Antilia, Roccagloriosa.